# Margit Schreiner

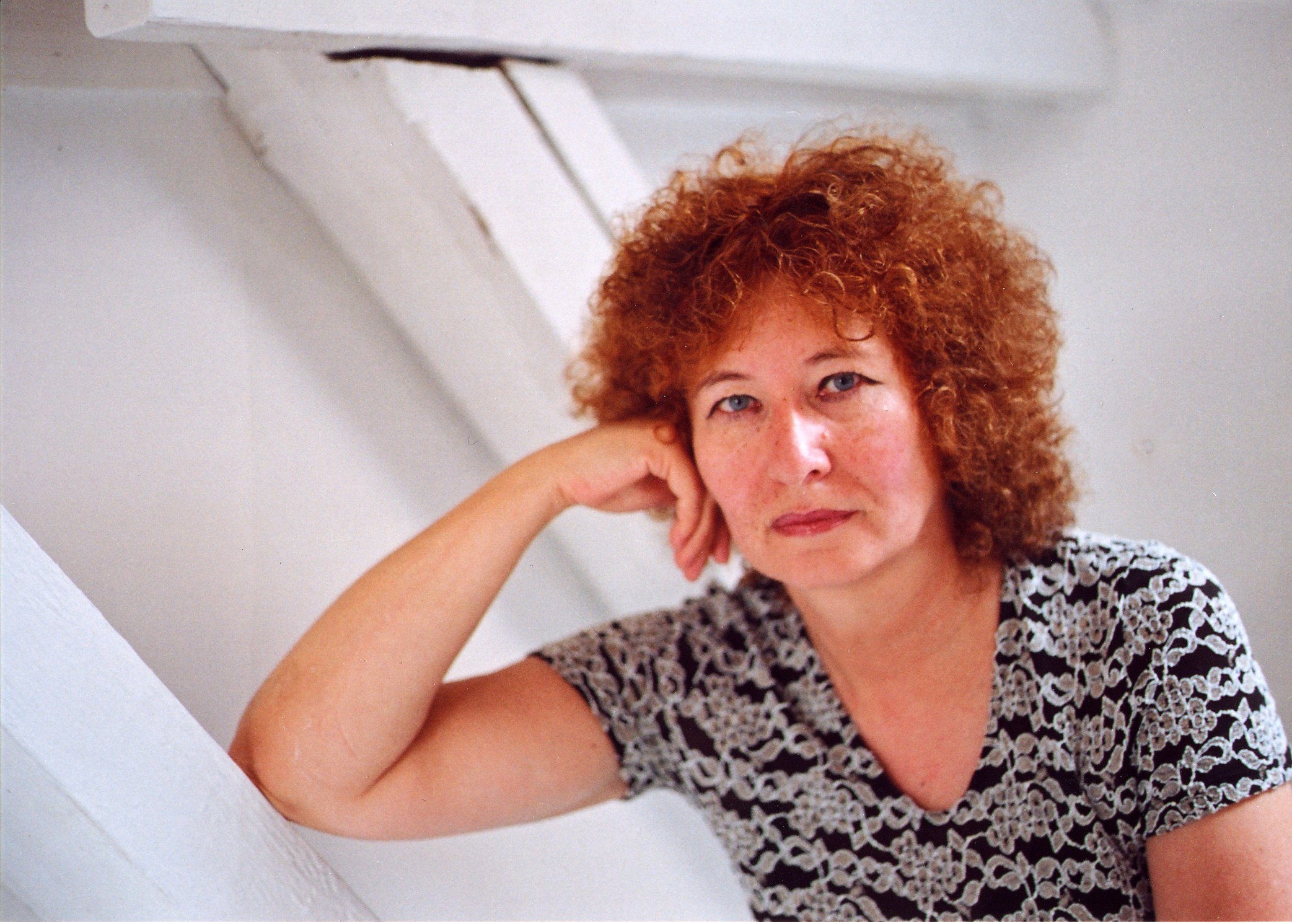
Margit Schreiner (2008)

Margit Schreiner (* 22. Dezember 1953 in Linz) ist eine österreichische Schriftstellerin.

## Leben
Margit Schreiner besuchte die Schule in Linz, wo sie 1971 ihre Matura machte. Anschließend studierte sie Germanistik und Psychologie an der Universität Salzburg. Von 1977 bis 1980 hielt sie sich in Tokio auf, wo sie anfangs ihr Studium fortsetzte, es dann jedoch abbrach, um mit dem Verfassen literarischer Texte zu beginnen. 
Von 1980 an arbeitete sie als Sekretärin an der Universität Salzburg. Seit 1983 ist sie freie Schriftstellerin. 1990 erhielt sie vom österreichischen Staat ein Literaturstipendium. Im selben Jahr wurde sie zum ersten Mal zum Ingeborg-Bachmann-Wettbewerb eingeladen, jedoch aus formalen Gründen ausgeschlossen; beim Lesewettbewerb 1998 nahm sie mit ihrer Erzählung Die Tasche teil. Nach Aufenthalten in Paris, Berlin und Italien lebt sie seit 2000 wieder in Österreich.
Margit Schreiner ist Mitglied der GAV.

## Werke
- Die Rosen des heiligen Benedikt. Liebes- und Haßgeschichten. Haffmans, Zürich 1989.
  - Neuausgabe (zus. mit Mein erster Neger): Schöffling, Frankfurt am Main 2002, ISBN 3-89561-272-3; Goldmann, München 2004, ISBN 3-442-45705-X.
- Mein erster Neger. Afrikanische Erinnerungen. Haffmans, Zürich 1990 ISBN 9783251011612.
- Die Unterdrückung der Frau, die Virilität der Männer, der Katholizismus und der Dreck. Roman in Geschichten. Haffmans, Zürich 1995.
  - Taschenbuchausgabe als: Der Mann mit den Samtohren und andere Wahrheiten. Piper, München 2000.
  - Neuausgabe als: Die Eskimorolle. Schöffling, Frankfurt am Main 2004, ISBN 3-89561-275-8; Goldmann, München 2006, ISBN 3-442-45992-3.
- Nackte Väter. Roman. Haffmans, Zürich 1997; Schöffling, Frankfurt am Main 2004, ISBN 3-89561-274-X; Goldmann, München 2005, ISBN 3-442-45813-7.
- Haus, Frauen, Sex. Roman. Haffmans, Zürich 2001; Goldmann, München 2004, ISBN 3-442-45614-2.
- Heißt lieben. Schöffling, Frankfurt am Main 2003, ISBN 3-89561-273-1; Goldmann, München 2005, ISBN 3-442-45814-5.
- Bruno und ich. 52 Geschichten. Resistenz, Linz 2005, ISBN 3-85285-128-9.
- Buch der Enttäuschungen. Schöffling, Frankfurt am Main 2005, ISBN 3-89561-276-6; Goldmann, München 2007, ISBN 978-3-442-46282-7.
- Haus, Friedens, Bruch. Schöffling, Frankfurt am Main 2007, ISBN 978-3-89561-277-0; Goldmann, München 2009, ISBN 978-3-442-46980-2.
- Schreibt Thomas Bernhard Frauenliteratur? Über Literatur, das Leben und andere Täuschungen. Schöffling, Frankfurt am Main 2008, ISBN 978-3-89561-278-7.
- Von Raum-Zeiten, Zeit-Räumen, fünf Minuten und Ereignissen im Hier und Jetzt (mit Dieter Kleinpeter). Bibliothek der Provinz, Weitra 2010, ISBN 978-3-900000-96-7.
- Die Tiere von Paris. Roman. Schöffling, Frankfurt am Main 2011, ISBN 978-3-89561-279-4.
- Das menschliche Gleichgewicht. Roman. Schöffling, Frankfurt am Main 2015, ISBN 978-3-89561-280-0.
- Kein Platz mehr. Roman. Schöffling, Frankfurt am Main 2018, ISBN 978-3-89561-281-7.
- Sind Sie eigentlich fit genug? Mehr Über Literatur, das Leben und andere Täuschungen, Schöffling, Frankfurt am Main 2019, ISBN 978-3-89561-282-4.
- Vater. Mutter. Kind. Kriegserklärungen. Über das Private. Roman, Schöffling, Frankfurt am Main 2021, ISBN 978-3-89561-283-1.
- Mütter. Väter. Männer. Klassenkämpfe. Über das Private. Roman, Schöffling, Frankfurt am Main 2022, ISBN 978-3-89561-284-8.
- Mobilmachung. Über das Private. Roman, Schöffling, Frankfurt am Main 2023, ISBN 978-3-89561-712-6.

## Auszeichnungen
- 1986: Theodor-Körner-Preis
- 1990: Österreichisches Staatsstipendium
- 1994: Stipendium des Deutschen Literaturfonds
- 2000: Ben-Witter-Preis
- 2004: Kulturpreis des Landes Oberösterreich
- 2006: Kunstwürdigungspreis der Stadt Linz
- 2008: Belletristik-Preis der Linzer Buchmesse „Litera“
- 2009: Österreichischer Würdigungspreis für Literatur
- 2015: Johann-Beer-Literaturpreis[1]
- 2015: Heinrich-Gleißner-Preis[2]
- 2016: Anton-Wildgans-Preis[3]
- 2024: Niederösterreichischer Kulturpreis: Würdigungspreis für Literatur[4]